# Avenue Edison
L'avenue Edison est une voie du 13e arrondissement de Paris située dans le quartier de la Gare.

## Situation et accès

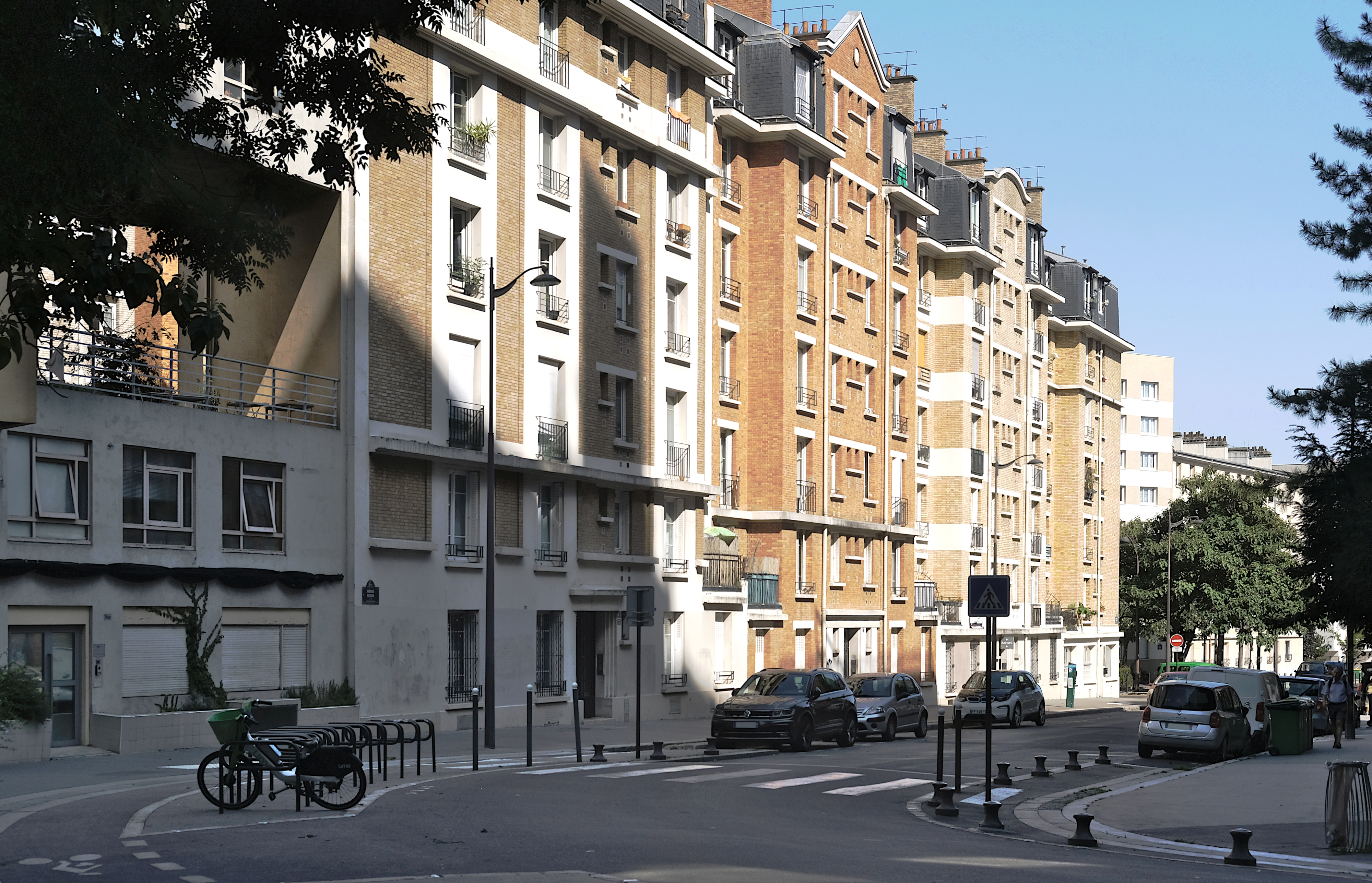
L'avenue en 2025.

L'avenue Edison est desservie par les lignes 5, 6 et 7 à la station Place d'Italie et 14 à la station Olympiades.

## Origine du nom
Elle porte le nom de l'inventeur américain Thomas Edison (1847-1931).

## Historique
Prévue dans les années 1910, l'avenue prend par anticipation dès 1932 le nom d'« avenue Edison », avant d'être finalement ouverte dans sa plus grande partie en 1937. La partie finale rejoignant l'avenue de Choisy est ouverte en 1970 lors de la construction du lycée Henry-Chasles qu'elle contourne.

## Bâtiments remarquables et lieux de mémoire
- Le parc de Choisy.
- No 17 : centre sportif Charles-Moureu. L’athlète Jimmy Vicaut s’entrainait dans le stade[3].
  - Le centre sportif est situé à l’emplacement de l’«impasse Lemaire»[3].
- No 49 : Centre bouddhiste Triratna.
- No 67 : le Conservatoire municipal du 13e arrondissement Maurice-Ravel, installé en 2013 dans le bâtiment de l'ancien lycée Henry-Chasles, auparavant École nationale supérieure de meunerie et des industries céréalières.

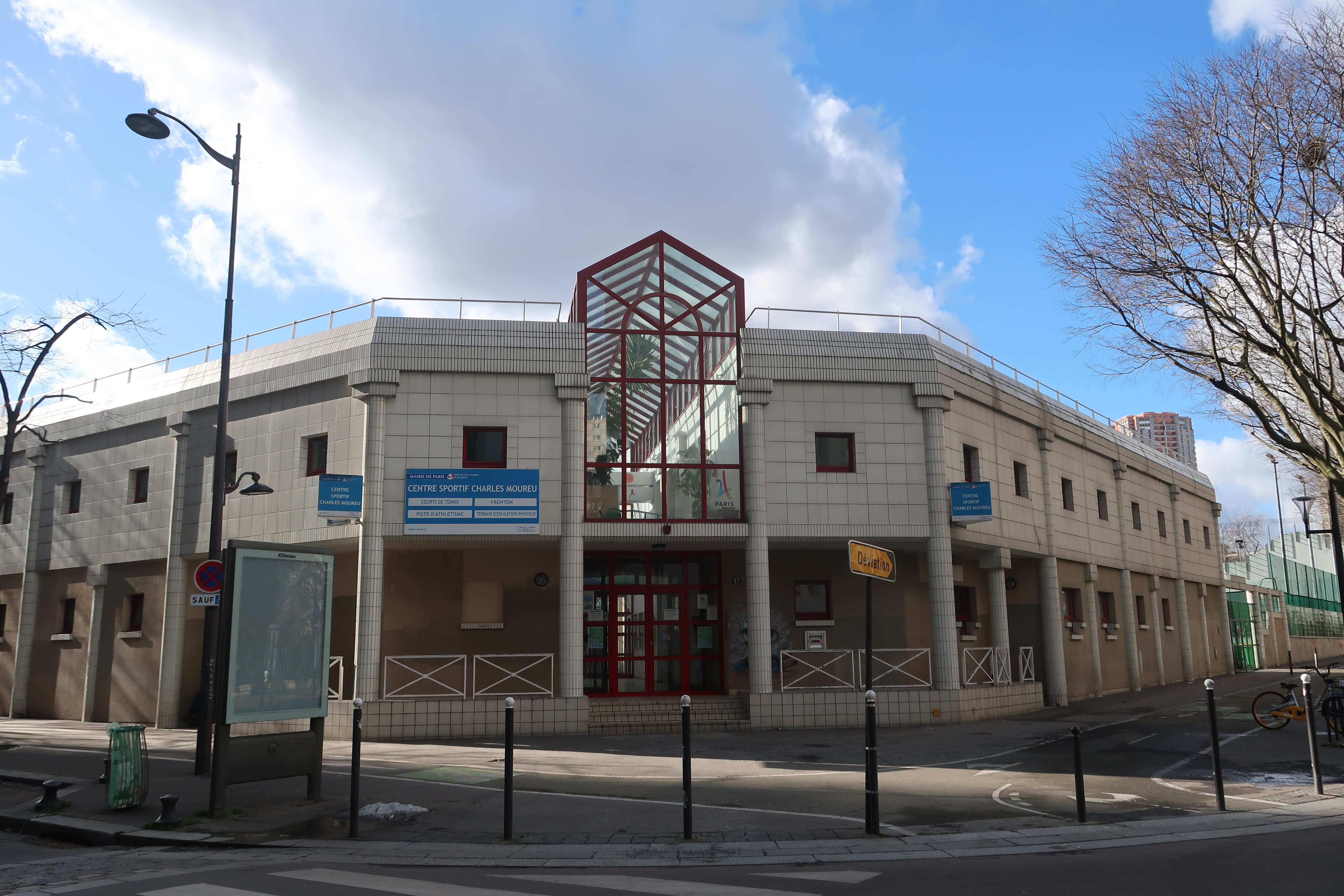
Centre sportif.
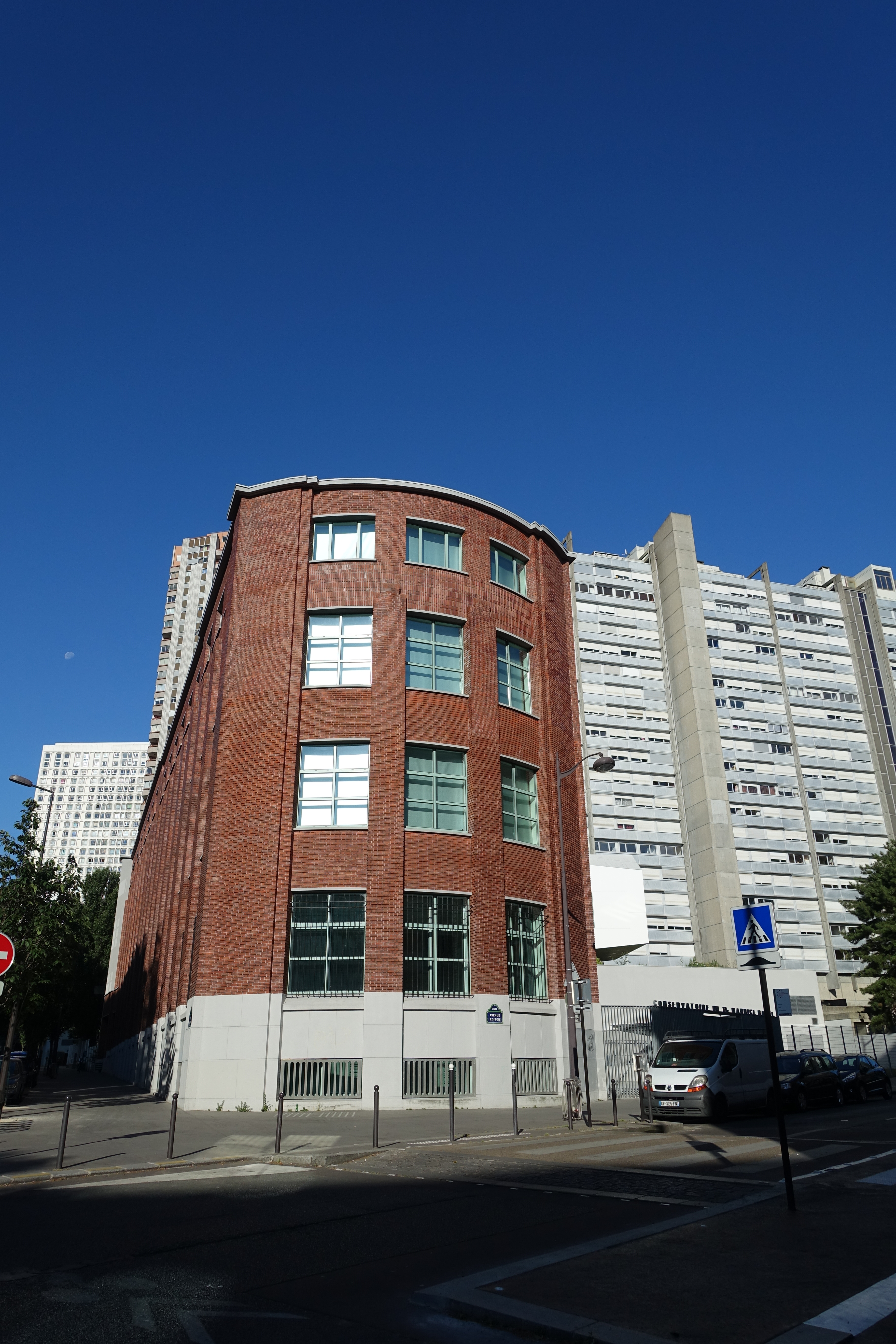
Conservatoire.